# Савьяно
Савьяно (итал. Saviano) — город в Италии, располагается в регионе Кампания, в провинции Неаполь.
Население составляет 15 114 человек (на 2004 г.), плотность населения составляет 1145 чел./км². Занимает площадь 13 км². Почтовый индекс — 80039. Телефонный код — 081.
Покровителем коммуны почитается святой апостол Иаков Старший, празднование 25 июля.
1. ↑  https://it-ch.topographic-map.com/map-h9mcgt/Saviano/?zoom=19&center=40.91106%2C14.50982&popup=40.91117%2C14.50976